# Radio aktiv (Hameln-Pyrmont)

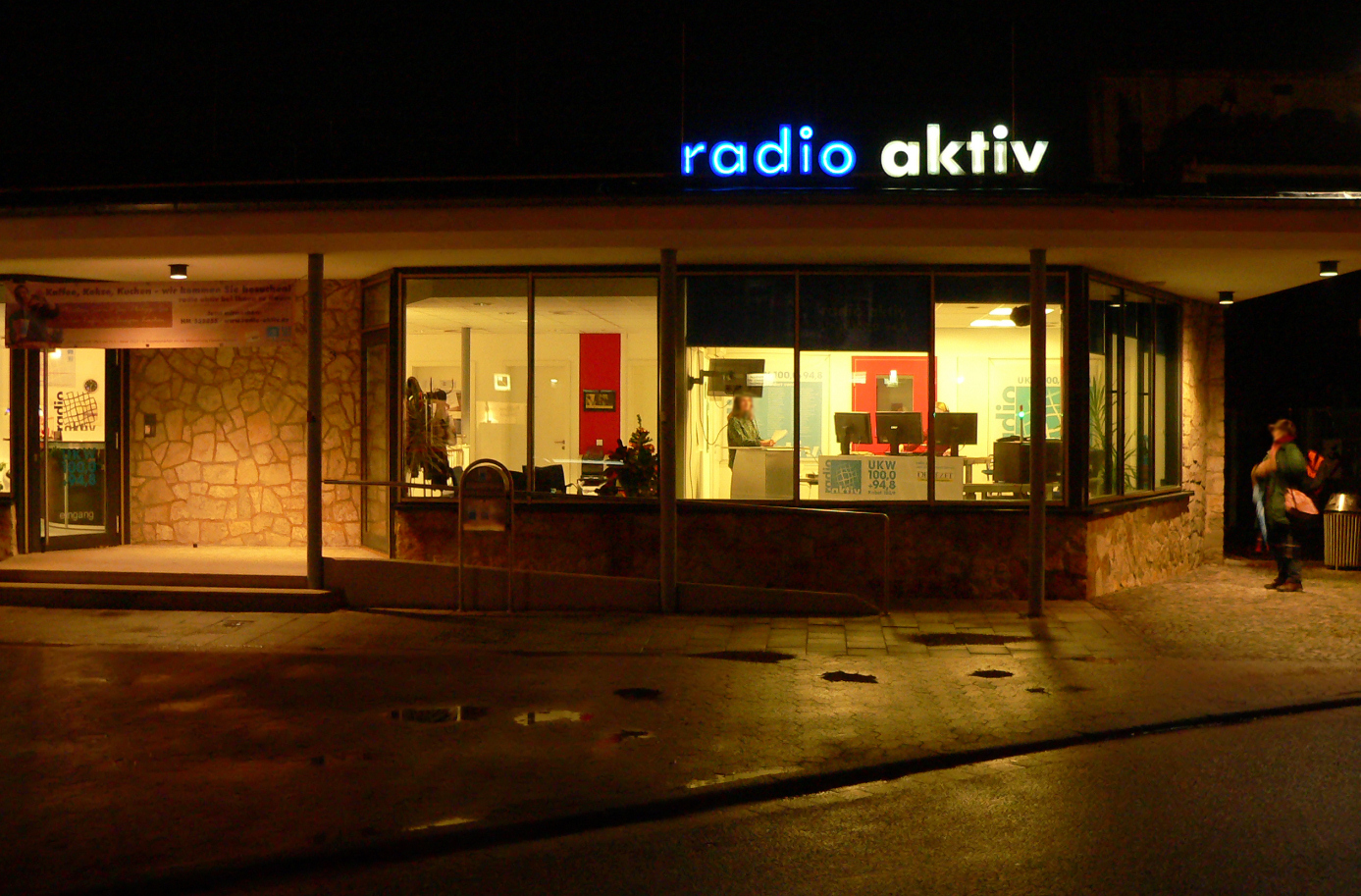
Das Hauptstudio in Hameln mit „gläsernem“ Tonstudio

radio aktiv ist ein Hörfunksender, der als Bürgerfunksender von einem Verein betrieben wird. Er sendet im mittleren Weserbergland per UKW auf den Frequenzen 99,3 MHz, 94,8 MHz und seit dem 1. Februar 2021 auf 107,2 MHz. Das Hauptstudio befindet sich in Hameln, das Zweitstudio in Bad Pyrmont. Von 6 Uhr bis 18 Uhr überträgt der Sender eigene Beiträge aus der Region. Überregionale Nachrichten liefert die dpa.

## Auszeichnungen
- Frauenmedienpreis der SPD Niedersachsen 2001
- Paralympics Media Award 2004
- Förderpreis des Kuratoriums zur Integration von Menschen mit Behinderungen 2007
- unbezahlbar und freiwillig – der Niedersachsenpreis für Bürgerengagement 2008
- für mich – für uns – für alle –  Bürgerpreis der Bürgerstiftung Weserbergland 2008
- Niedersächsischer Hörfunkpreis 1996, 1999, 2000, 2004–2009, 2020

## Einschaltquoten
- Hörerbeteiligung (Emnid) – weitester Hörerkreis 37 %,
- Wortanteil (Imgö) – allgemein 38,4 %, informierend 31,5 %